# Ciriaco Errasti Siunaga
Ciriaco Errasti Siunaga (Eibar, 8 d'agost de 1904 - Eibar, 8 de novembre de 1984) fou un futbolista basc dels anys 1920 i 1930. Va ser internacional amb la selecció espanyola.

## Trajectòria
Jugava a la posició de defensa. Després de jugar a Lagún Artea i Eibarresa fitxà pel Deportivo Alavés l'any 1925. En aquest club coincidí amb Quincoces, formant una línia defensiva molt brillant. El club aconseguí ascendir a primera divisió el 1930. El 1931 fitxà pel Reial Madrid juntament amb Quincoces i Ricard Zamora, club on guanyà dues lligues i dues copes d'Espanya.
El 1928 va ser convocat per disputar els Jocs Olímpics d'Estiu d'Amsterdam, tot i que no disputà cap partit.
Debutà amb la selecció espanyola l'1 de gener de 1930 en una victòria per1 a 0 davant Txecoslovàquia. Participà en el Mundial de 1934 a Itàlia on disputà dos partits davant el Brasil i Itàlia. En total fou 14 cops internacional.

## Palmarès
Reial Madrid
- Lliga espanyola:
  - 1931-32, 1932-33
- Copa espanyola:
  - 1933-34, 1935-36